# Calvarrasa de Arriba
Calvarrasa de Arriba település Spanyolországban, Salamanca tartományban. Calvarrasa de Arriba Carbajosa de la Sagrada, Pelabravo, Calvarrasa de Abajo, Machacón, Villagonzalo de Tormes, Terradillos és Arapiles községekkel határos. Lakosainak száma 615 fő (2024).

## Népesség
A település népessége az elmúlt években az alábbi módon változott:
| Lakosok száma | 685  | 674  | 667  | 650  | 626  | 615  | 603  | 586  | 590  | 615  |
|               | 2001 | 2004 | 2007 | 2009 | 2012 | 2014 | 2017 | 2019 | 2022 | 2024 |